# 姚永刚
姚永刚（1975年10月—），男，安徽枞阳人，中共党员，现任中国科学院昆明分院院长。

## 生平
1997年7月毕业于安徽师范大学生物系，获学士学位。2003年2月于中国科学院昆明动物研究所获博士学位，师从张亚平院士。2003年2月至2004年9月，在约翰霍普金斯大学医学院从事博士后研究。2004年10月至2008年1月，在美国国家健康研究院心脏、肺、血液研究所从事博士后研究。2007年12月，通过中国科学院“百人计划”引进回昆明动物研究所工作。2010年4月，任中国科学院昆明动物研究所所长助理。2012年3月，任中国科学院昆明动物研究所副所长（主持工作）。2014年7月，任中国科学院昆明动物研究所所长。2024年6月，任中国科学院昆明分院党组书记、院长。

## 学术贡献
主要从事人类疾病遗传机制与进化医学研究。主持国家杰出青年科学基金项目、国家973计划子课题、国家自然科学基金重点项目和面上项目、中科院战略性先导专项和前沿重点部署项目等课题多项，在Am J Hum Genet、Autophagy、PNAS等期刊发表论文270余篇。

## 社会兼职
《Zoological Research》主编，《Journal of Genetics and Genomics》、《Cellular and Molecular Neurobiology》编委，《Journal of Human Genetics》、《Journal of Alzheimer’s Disease》Associate editor，《PLoS ONE》Academic editor。

## 奖励与荣誉
- 2002年，获中国科学院院长奖特别奖
- 2005年，获全国优秀博士学位论文奖[6]
- 2005年，获云南省自然科学一等奖（第二完成人）
- 2006年，获国家自然科学二等奖（第二完成人）[7]
- 2009年，入选“新世纪百千万人才工程国家级人选”
- 2010年，获云南省有突出贡献的优秀专业技术人才奖二等奖（一等奖空缺）
- 2014年，获云南省自然科学二等奖（第一完成人）